# 오카야마 FM 방송
오카야마 FM방송은 일본의 FM라디오 방송국으로 1999년 4월 1일 개국했으며 오카야마현에서 방송을 실시하고 있다.
JFN에 가맹했으며 약칭은 VV-FM, 애칭은 FM오카야마(FM岡山), 콜사인은 JOVV-FM이다.

## 연혁
- 1998년 2월 25일 라디오 방송 예비 면허 취득.
- 1998년 4월 14일 오카야마 FM방송 주식 회사 설립.
- 1999년 4월 1일 개국.

## 주파수
- 오카야마 방송국:76.8MHz(출력:1kW)
- 쓰야마 중계국:80.4MHz(출력:100W)
- 가사오카 중계국:80.4MHz(출력:100W)
- 니미 중계국:80.4MHz(출력:10W)
- 다카하시 중계국:81.3MHz(출력:10W)
- 구세 중계국:82.9MHz(출력:10W)
- 비젠 중계국:83.8MHz(출력:10W)
- 고지마 중계국:84.1MHz(출력:10W)
- 이바라 중계국:84.3MHz(출력:3w)

## 보충서술
- 오카야마 현의 민영 FM라디오 방송국용 주파수 할당은 1984년 10월에 행해졌지만 500개 업체가 면허신청을 하게 되었고 이를 단일화하느라 개국이 지연되었으며 이로 인해 개국이 99년까지 미뤄지게 되었다.
- 개국 지연, 버블 경기 붕괴 후의 장기 불황, 인터넷 시대의 도래와 라디오의 부진, 현지 스폰서 전무, 다른 방송국과의 차별화 실패, 현지 인기 DJ전무 등으로 경영에 어려움을 겪고 있으며 이로 인해 차라리 FM가가와의 방송구역을 오카야마까지 늘렸어야 한다는 사람도 있다.

## 오카야마현·가가와현에 있는 다른 텔레비전·라디오 방송국
- NHK 오카야마 방송국
- NHK 다카마쓰 방송국
- 니시닛폰 방송(RNC)(TV는 니혼 TV 계열, 라디오는 JRN・NRN 계열로 라디오는 가가와현만 방송구역)
- 산요 방송(RSK)(TV는 도쿄 방송 계열, 라디오는 JRN・NRN 계열로 라디오는 오카야마현만 방송구역)
- 세토나이카이 방송(KSB)(TV 아사히 계열)
- 오카야마 방송(OHK)(후지 TV 계열)
- TV 세토우치(TSC)(TV 도쿄 계열)
- FM가가와(JFN 계열, 가가와현만 방송구역)